# Красивый (Карачаево-Черкесия)
Красивый — посёлок в Прикубанском районе Карачаево-Черкесской республики. Входит в состав Кавказского сельского поселения.

## История
В 1964 г. Указом Президиума ВС РСФСР поселок Четвертая ферма совхоза «Кавказский» переименован в Красивый.

## Население
| 2002 | 2010 | 2021 |
| ---- | ---- | ---- |
| 68   | ↗79  | ↘61  |